# Реформатская церковь Франции
Реформатская церковь Франции (фр. Église réformée de France) — кальвинистская деноминация Франции. В 2013 году совместно с лютеранами объединилась в Объединённую протестантскую церковь. Насчитывает 300 тыс. членов, объединённых в 400 общин. Хотя французские протестанты возводят свою историю к гугенотам, Реформатская церковь Франции была зарегистрирована лишь в 1938 году.